# Aire urbaine d'Angoulême
 (septembre 2019).
L'aire urbaine d'Angoulême est une aire urbaine française centrée sur l'unité urbaine d'Angoulême. Composée de 103 communes, elle comptait 182 675 habitants en 2016.

## Caractéristiques en 2010
D'après la définition qu'en donne l'INSEE, l'aire urbaine d'Angoulême est composée de 103 communes, situées en Charente. 
18 communes de l'aire urbaine sont des pôles urbains c'est-à-dire constituant l'unité urbaine d'Angoulême qui rassemble en 2016 109 208 habitants, les autres communes constituant la couronne de ce grand pôle urbain (ici celui d'Angoulême).
En 2016, la population de l'aire urbaine d'Angoulême s'établit à 182 675 habitants, ce qui en fait la septième aire urbaine de Nouvelle-Aquitaine.
Le tableau suivant détaille la répartition de l'aire urbaine sur le département (les pourcentages s'entendent en proportion du département) :
| Département | Communes | Communes (%) | Superficie (km²) | Superficie (%) | Population (2016) | Population (%) |
| ----------- | -------- | ------------ | ---------------- | -------------- | ----------------- | -------------- |
| Charente    | 103      | 28,1         | 1 634,8          | 27,4           | 182 675           | 51,7           |